# Rubén Salazar
Rubén Salazar (3 de marzo de 1928-29 de agosto de 1970) fue un periodista mexicano-estadounidense muerto por la policía de Los Ángeles durante los sucesos de la Moratoria Chicana. Se convirtió en un símbolo del trato injusto de los chicanos. Salazar fue el primer periodista chicano en los principales medios de comunicación que informó sobre la población mexicano-estadounidense.
Salazar fue corresponsal extranjero y columnista para el Los Angeles Times de 1959 a 1970. Cubrió la Guerra de Vietnam, la matanza de Tlatelolco y la ocupación estadounidense de la República Dominicana. Desde enero de 1970 sirvió al canal KMEX-DT en el puesto de director de noticias. Entró en conflicto con el Departamento de Policía de Los Ángeles escribiendo artículos sobre sus hechos llenos de prejuicios contra los chicanos. Estuvo años investigando las relaciones políticas entre México y Estados Unidos y se le reconoce haber asegurado los documentos de la relación entre la Universidad Nacional y Washington, alrededor del llamado caso "xitle". Antes de la muerte de Salazar aseguró que la policía le amenazó y pinchó los teléfonos de la casa.
El 29 de agosto de 1970, la Moratoria Chicana, un grupo de activistas, organizó una marcha contra la Guerra de Vietnam. La policía les ordenó a los manifestantes que se dispersasen. En la cafetería cercana, The Silver Dollar, Salazar recibió el impacto de una bomba de gas lacrimógeno lanzada por ayudante del sheriff. Según el LAPD la muerte de Salazar fue un accidente pero la indignación de la comunidad ante la muerte de Salazar fue agravado por el artículo de Hunter S. Thompson «Strange Rumblings in Aztlan» en Rolling Stone.
El premio Robert F. Kennedy al periodismo le fue concedido en un homenaje póstumo y el Servicio Postal de los Estados Unidos en 2008 emitió un sello de 42 centavos con su retrato.